# LCD Soundsystem (álbum)
LCD Soundsystem es el auto-titulado álbum debut de la banda estadounidense de dance punk LCD Soundsystem, lanzado el 24 de enero de 2005 a través de DFA Records.
Contiene dos discos, uno con música inédita y otro con sencillos lanzados desde el 2002. El álbum fue aclamado por la crítica tras su lanzamiento y en 2006 fue nominado para el Premio Grammy al Mejor Álbum de Dance/Electrónica.
El álbum por sí solo es una mezcla de acid house, post-disco, rock alternativo y rock psicodélico, además de otros géneros diversos. El sencillo "Daft Punk Is Playing at My House" ingresó en diversas listas de varias partes del mundo, además de aparecer en varias campañas publicitarias y juegos electrónicos.

## Reconocimientos
La revista musical en línea Pitchfork colocó al álbum en el número 113 en su lista de los mejores 200 álbumes de la década de 2000. También fue nombrado el quinto mejor álbum de la década por Resident Advisor. No Ripcord lo colocó en el número 63 en su lista de los 100 mejores álbumes de 2000-2009.

## Lista de canciones

### Disco uno
Todas las canciones escritas y compuestas por James Murphy. 
| N.º | Título                                 | Duración |  |
| 1.  | «Daft Punk Is Playing at My House»     | 5:16     |  |
| 2.  | «Too Much Love»                        | 5:42     |  |
| 3.  | «Tribulations»                         | 4:59     |  |
| 4.  | «Movement»                             | 3:04     |  |
| 5.  | «Never as Tired as When I'm Waking Up» | 4:49     |  |
| 6.  | «On Repeat»                            | 8:01     |  |
| 7.  | «Thrills»                              | 3:42     |  |
| 8.  | «Disco Infiltrator»                    | 4:56     |  |
| 9.  | «Great Release»                        | 6:35     |  |

### Disco dos
| N.º | Título                   | Escritor(es)           | Duración |  |
| 1.  | «Losing My Edge»         | Murphy                 | 7:51     |  |
| 2.  | «Beat Connection»        | Tim Goldsworthy Murphy | 8:08     |  |
| 3.  | «Give It Up»             | Murphy                 | 3:55     |  |
| 4.  | «Tired»                  | Pat Mahoney Murphy     | 3:34     |  |
| 5.  | «Yeah» (Crass Version)   | Goldsworthy Murphy     | 9:21     |  |
| 6.  | «Yeah» (Pretentious Mix) | Goldsworthy Murphy     | 11:06    |  |
| 7.  | «Yr City's a Sucker»     | Murphy                 | 9:22     |  |

## Personal
LCD Soundsystem
- James Murphy – voz, bajo, percusión, sintetizador, programación, guitarra, teclados, clavinet
- Pat Mahoney – batería, percusión, sintetizador
- Nancy Whang – voz
- Gavin Russom – sintetizador
- Tyler Pope – bajo

Personal adicional
- Tim Goldsworthy – bajo, sintetizador de bajo, programación
- Mandy Coon – coros
- Eric Broucek – coros, programación, percusión, guitarra, handclaps
- Michael Lapierre – ingeniería
- Ian Hatton – ingeniería
- John O'Mahony – ingeniería
- Josh Wilbur – ingeniería
- Steve Sisco – ingeniería

## Listas
| Lista (2005)                                       | Mejor posición |
| -------------------------------------------------- | -------------- |
| Bélgica (Ultratop flamenca)                        | 6              |
| Bélgica (Ultratop valona)                          | 47             |
| Estados Unidos (Billboard Dance/Electronic Albums) | 6              |
| Finlandia (Suomen Virallinen Lista)                | 40             |
| Francia (SNEP)                                     | 51             |
| Italia (FIMI)                                      | 50             |
| Noruega (VG-lista)                                 | 18             |
| Países Bajos (Album Top 100)                       | 28             |
| Reino Unido (UK Albums Chart)                      | 20             |
| Suecia (Sverigetopplistan)                         | 41             |